# Alberto Fouillioux
Alberto Jorge Fouillioux Ahumada (* 22. November 1940 in Santiago de Chile; † 23. Juni 2018 ebenda) war ein chilenischer Fußballspieler. Er nahm mit der Nationalmannschaft seines Heimatlandes an den Weltmeisterschaftsendrunden 1962 und 1966 teil.

## Karriere
Alberto Fouillioux begann seine Karriere beim Verein CD Universidad Católica in Santiago. Bei diesem Verein blieb er bis ins Jahr 1969. Mit Universidad Católica gewann er 1961 und 1966 zweimal die chilenische Meisterschaft. 1969 wechselte er weiter zu CD Huachipato, einem eher mittelklassigen Verein in Chile. Nach nur einem Jahr in Huachipato ging er weiter zu Unión Española, um nach nicht einmal einem weiteren Jahr erneut den Verein zu wechseln und sich OSC Lille in Frankreich anzuschließen. Dort wurde er Meister in der zweiten französischen Liga, verließ den Verein 1974 nach zwei Jahren jedoch wieder. Im folgenden Jahr spielte er bei seinem Heimatverein Universidad Católica seine letzte Saison als Fußballspieler. 
In der Nationalmannschaft Chiles kam Alberto Fouillioux zu 70 Einsätzen. Zum ersten Mal für Chile spielte Fouillioux 1960. Zwei Jahre darauf nahm er mit der chilenischen Fußballnationalmannschaft an der Weltmeisterschaft im eigenen Land teil. Dort spielte Chile ein glänzendes Turnier und wurde am Ende Dritter. Zuvor hatte man unter anderem gegen Italien und die Sowjetunion gewonnen. Alberto Fouillioux kam dabei in den ersten beiden Gruppenspielen gegen die Schweiz und im Skandalspiel gegen Italien zum Einsatz, ehe er von Trainer Fernando Riera nicht mehr berücksichtigt wurde. Vier Jahre später bei der Weltmeisterschaft in England kam Chile nicht über die Vorrunde hinaus. Hier absolvierte Fouillioux wiederum zwei Spiele gegen Italien und Nordkorea; im dritten Vorrundenspiel gegen die Sowjetunion wurde er nicht eingesetzt. Albert Fouillioux spielte noch bis 1972 in der chilenischen Nationalmannschaft, konnte sich aber mit Chile nicht mehr für eine weitere WM qualifizieren.
Nach Ende der Spielerzeit wurde Fouillioux Manager und wirkte zeitweise als Cheftrainer von CD Huachipato und CSD Colo-Colo.

## Erfolge
Universidad Católica
- Chilenischer Meister: 1961, 1966
- Meister der Segunda División: 1975

OSC Lille
- Meister der Ligue 2: 1973/74